# Друга інавгурація Дональда Трампа
Інавгурація Дональда Трампа на посаді 47-го президента Сполучених Штатів відбулася в понеділок, 20 січня 2025 року. Через сильний мороз і потужний вітер церемонію провели всередині ротонди Капітолія США у Вашингтоні, округ Колумбія. Це 60-та президентська інавгурація в історії США і друга інавгурація Трампа, яка ознаменувала початок його другого непослідовного терміну на цій посаді. Водночас до присяги було приведено Джей Ді Венса як 50-го віцепрезидента США. Це друга в історії країни повторна інавгурація президента, що не відбувалася поспіль, після другого вступу на посаду Гровера Клівленда в 1893 році. Це перша церемонія інавгурації в приміщенні, з часів інавгурації Рональда Рейгана у 1985 році.
Подія включала церемонію складання присяги, церемонію підписання документів, інавгураційний обід, огляд почесної варти та парад. Інавгураційні бали відбулися у різних місцях як до, так і після основних урочистостей. Кілька членів Демократичної партії в Конгресі вирішили бойкотувати інавгурацію Трампа.

## Планування
Інавгурація відбулася в третій понеділок січня, збігаючись із Днем Мартіна Лютера Кінга. Це був третій випадок в історії, коли церемонія президентської інавгурації припала на цю дату — раніше це сталося під час других інавгурацій Білла Клінтона в 1997 році та Барака Обами в 2013 році (21 січня). 17 січня Трамп оголосив, що через очікувані сильні морози церемонію перенесуть до ротонди Капітолія. Це вперше з 1985 року, коли публічна інавгурація пройшла в приміщенні — тоді, 21 січня, на другий термін складав присягу Рональд Рейган.
Захід запланований на понеділок, 20 січня 2025 року, і відбудеться на відкритому майданчику західного крила Капітолія США. Інавгурація, яка традиційно проходить третього понеділка січня, цього року збігається з Днем Мартіна Лютера Кінга. Це був третій випадок, коли інавгурація відбувається в той самий день, що й це свято.

### Спільний комітет Конгресу
У травні 2024 року обидві палати Конгресу створили Спільний комітет з інавгураційних церемоній, відповідальний за будівництво платформи та інших тимчасових конструкцій, необхідних для церемоній і святкувань.
Будівництво інавгураційної платформи розпочалося 18 вересня 2024 року, коли сенаторка США Емі Клобушар забила перший цвях, виготовлений із залізної руди, видобутої та обробленої в районі Айрон-Рейндж.

### Безпека та організація

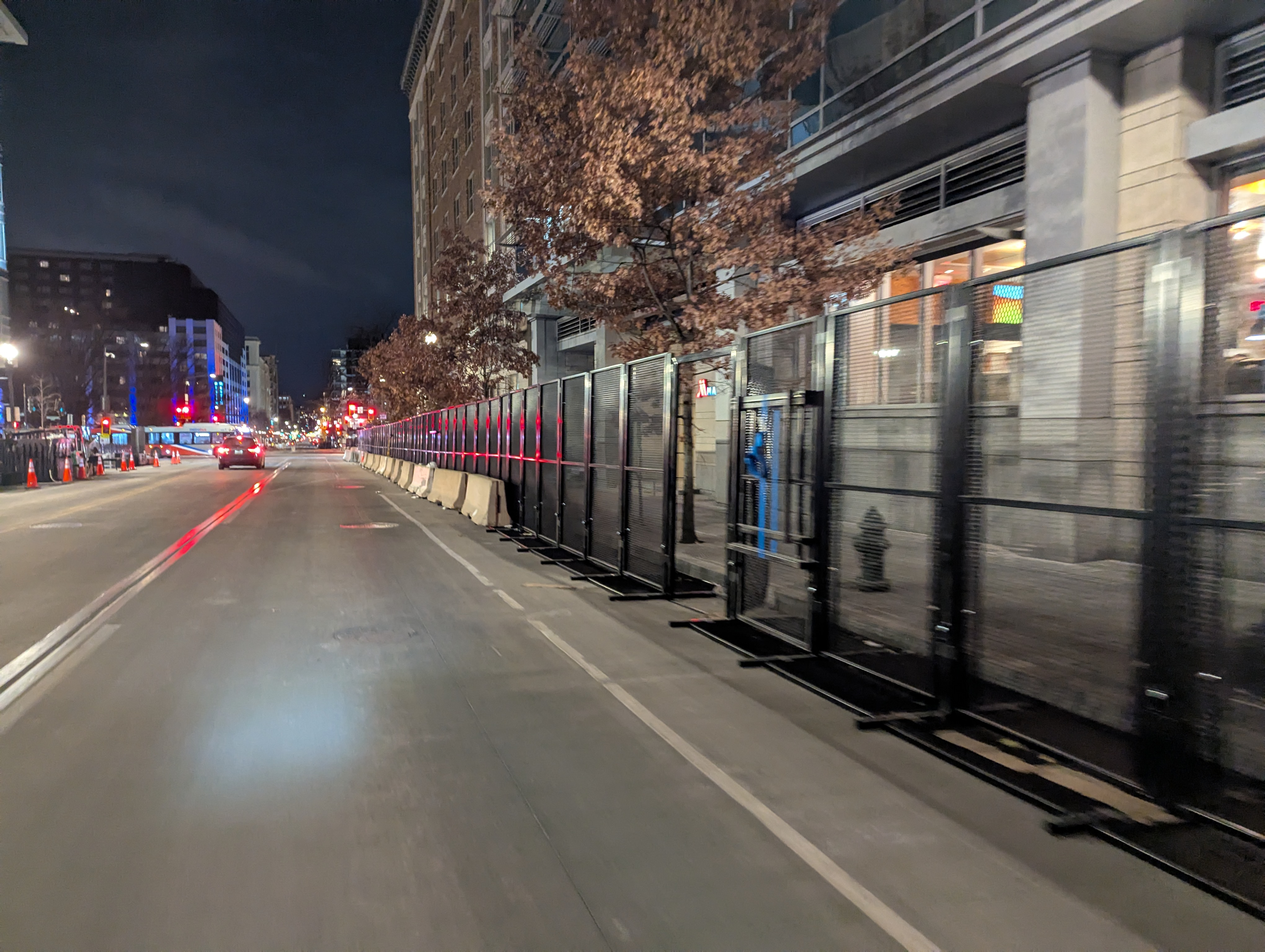
Огорожа безпеки у Вашингтоні, округ Колумбія, напередодні інавгурації

У жовтні 2024 року поліція Капітолія США провела оцінку загроз, у якій зазначалося, що активістська група з історією масштабних демонстрацій із незаконними діями планує протестувати під час інавгурації незалежно від результатів виборів. Інші групи, які виступають проти війни між Ізраїлем і ХАМАС, також, ймовірно, приєднаються до протестів. Організатори маршу жінок 2017 року заявили, що мають намір відтворити подію під новим брендом «Народний марш», але сумніваються, що зможуть зібрати таку ж кількість учасників, як у 2017 році. 18 січня тисячі людей взяли участь у марші, проте кількість учасників виявилася меншою за очікувані 50 000 осіб.
У плануванні церемонії очікується участь поліції Капітолія США, столичної поліції округу Колумбія та поліції парків. 24 штати запропонували підтримку Національної гвардії для забезпечення безпеки під час підрахунку голосів колегії виборщиків і проведення інавгурації.
17 січня приблизно 8 000 бійців Національної гвардії були наділені повноваженнями спеціальних заступників маршалів США, що надало їм поліцейські повноваження в межах столичного регіону.

### Інавгураційний комітет
9 листопада 2024 року Трамп оголосив про створення організації «Trump Vance Inaugural Committee, Inc.», відповідальної за планування інавгураційних заходів. Співголовами комітету стали Стів Віткофф і колишня сенаторка США Келлі Леффлер, які є давніми друзями й прихильниками обраного президента.

### Пожертви
Лідери провідних технологічних компаній пообіцяли фінансову підтримку для інавгурації. Генеральний директор OpenAI Сем Альтман через свого представника заявив про особисту пожертву в розмірі $1 мільйон. Глава Meta Марк Цукерберг також надіслав $1 мільйон. За даними Wall Street Journal, генеральний директор Amazon Джефф Безос запропонував транслювати церемонію на платформі Amazon Prime, що еквівалентно пожертві в $1 мільйон. Спостерігачі зазначають, що ці внески спрямовані на покращення відносин і зменшення тиску на їхні компанії зі сторони адміністрації Трампа.
18 грудня Uber Technologies та її генеральний директор Дара Хосровшахі оголосили про пожертву в розмірі $1 мільйон. Це була найбільша політична пожертва Хосровшахі.
23 грудня компанії Ford Motor Company та General Motors заявили, що пожертвують по $1 мільйону і нададуть автопарк для інавгурації.

### Запрошені
На заході були присутні колишній президент США Джо Байден, колишня віцепрезидентка Камала Гарріс, а також колишні президенти Білл Клінтон, Джордж Буш-молодший і Барак Обама. Серед гостей також були колишні перші леді Гілларі Клінтон і Лора Буш. Серед інших запрошених були колишні віцепрезиденти Ден Квейл і Майк Пенс та колишня друга леді Мерилін Квейл. Також були присутні мер Нью-Йорка Ерік Адамс і медіамагнат Руперт Мердок.
Президент Китаю Сі Цзіньпін отримав запрошення, але замість себе направив віцепрезидента Хань Чженя як спеціального представника. Це був перший випадок, коли високопосадовець китайського уряду відвідав інавгурацію президента США. Повідомлялося, що серед запрошених також були президент Сальвадору Наїб Букеле та прем'єр-міністерка Італії Джорджа Мелоні.
Прем'єр-міністр Ізраїлю Біньямін Нетаньягу спочатку планував бути присутнім, але зрештою не отримав офіційного запрошення. Президент Аргентини Хав'єр Мілей та остання демократично обрана президентка Грузії Саломе Зурабішвілі, за повідомленнями, також планували відвідати подію. Колишній президент Бразилії Жаїр Болсонару заявив, що також отримав запрошення, але не зміг би поїхати без повернення йому паспорта, який було конфісковано урядом. Президент Росії Володимир Путін запрошення не отримав. Трамп також зазначив, що не запрошував президента України Володимира Зеленського, але не проти, якщо той вирішить приїхати. Прем'єр-міністр Великої Британії Кір Стармер не був присутній на церемонії, але колишні прем'єри Борис Джонсон і Ліз Трасс відвідали подію. Також планували бути присутніми президент Еквадору Данієль Нобоа з першою леді Лавінією Вальбонесі та президент Парагваю Сантьяго Пенья. Повідомляється, що на заході був присутній і Едмундо Гонсалес, якого США визнають переможцем президентських виборів у Венесуелі 2024 року. 
На інавгурації також були присутні міністри закордонних справ країн-членів «QUAD» — Субраманьям Джайшанкар (Індія), Пенні Вонг (Австралія) і Такеші Івая (Японія). Вони мали зустрітися з Трампом наступного дня після церемонії для обговорення міжнародних питань.
Серед запрошених гостей було багато правих популістів. Зокрема, французькі політики Ерік Земмур і Сара Кнафо (партія Reconquête), а також представники «Національного об'єднання» Луї Аліо, Жюльєн Санчес і Александре Сабато. Також були присутні лідер іспанської партії Вокс Сантьяго Абаскаль, голова бельгійської партії Фламандський інтерес Том Ван Грікен, лідер Reform UK Найджел Фарадж, співголова німецької «Альтернативи для Німеччини» Тіно Хрупалла, лідер Консервативної народної партії Естонії Мартін Гельме, глава Альянсу за об’єднання румунів Джордже Сіміон, голова португальської Chega Андре Вентура, віцепрезидентка угорської партії Фідес Кінга Гал та колишній прем'єр-міністр Польщі Матеуш Моравецький.
На церемонію також прибули впливові бізнесмени, зокрема Бернар Арно, Делфін Арно, Сергій Брін, Ілон Маск, Джефф Безос і Марк Цукерберг. Вони займали почесні місця на платформі разом з іншими високопоставленими гостями, включаючи номінантів в Кабінет та обраних посадовців. Серед інших відомих підприємців були генеральний директор TikTok Шоу Цзи Чу, глава Alphabet Сундар Пічаї, генеральний директор Apple Тім Кук, керівник OpenAI Сем Альтман, власник Reliance Мукеш Амбані та глава Uber Дара Хосровшахі.
Також на інавгурації були присутні власниця казино Las Vegas Sands Міріам Адельсон, кілька знаменитостей та спортсменів, серед яких Віктор Вілліс, Керрі Андервуд (яка виконала «America the Beautiful»), Крістофер Маккіо (який виконав гімн), Антоніо Браун, Майк Тайсон, Хорхе Масвідаль, Евандер Кейн, Джанні Інфантіно, Ануель АА, Джастін Квілес, Rod Wave, Kodak Black, Лі Грінвуд, Fivio Foreign, брати Джейк і Логан Пол, Тео Вон, Конор Макгрегор, Даніка Патрік, Дейна Вайт, Джо Роґан і Вейн Грецкі. Серед медіаперсон були присутні Чарлі Керк, Лора Інґрем і Такер Карлсон.

### Президентські комунікації
Передача влади включала перехід офіційних адміністративних акаунтів у Twitter, зокрема @POTUS і @VP. Члени адміністрації Трампа також отримали доступ до низки інституційних акаунтів, серед яких @WhiteHouse, @FLOTUS для Першої леді Меланії Трамп, @SecondLady для Другої леді Уші Венс, @WHCOS для керівниці адміністрації Білого дому Сьюзі Вайлз і @PressSec для прессекретарки Білого дому Каролайн Левітт. Були запущені нові офіційні вебсайти виконавчої гілки влади, тоді як сайти попередніх адміністрацій збережені в Національному архіві.